# Felix Droste Vischering zu Nesselrode-Reichenstein
Johann Felix Heidenreich Bernhard Salesius Dominicus Josephus Maria Graf Droste Vischering zu Nesselrode-Reichenstein (* 4. August 1808 in Münster; † 2. Mai 1865 Schloss Herten) war Gutsbesitzer und von 1858 bis 1865 Mitglied des Preußischen Herrenhauses.

## Leben

### Herkunft und Familie
Felix Droste zu Vischering entstammte als Sohn der Eheleute Adolf Heidenreich Droste zu Vischering (1769–1826) und Maria Karoline von Nesselrode (1779–1858, Tochter von Johann Franz Joseph von Nesselrode-Reichenstein) der westfälischen Adelsfamilie Droste zu Vischering, einer der ältesten und bedeutendsten westfälischen Familien. Zahlreiche namhafte Persönlichkeiten sind daraus hervorgegangen.
Felix’ Halbbruder Maximilian (1794–1849) war Mitglied des Provinziallandtages Westfalen.
Er heiratete am 2. Mai 1835 in Hinnenburg die Gräfin Maria Theresia von Bocholtz-Asseburg (1815–1894). Aus der Ehe gingen folgende Kinder hervor:
- Johann Hermann Heidenreich Bernhard Hubertus Maria Diederich (1837–1904) ⚭ 1869 Elisabeth von Vittinghoff gt. Schell zu Schellenberg (1846–1916), Gutsbesitzer und Politiker der Deutschen Zentrumspartei
- Franziska Hedwig Maximiliane Clementine Huberta (1839–1883, ⚭ Max Werner Ferdinand Sylvester Marie Hubert Wolff-Metternich zur Gracht)
- Anna Maria Auguste Huberta Isabella Erica (1843–1900, ⚭ Franz Friedrich August Hubert Pascalis von Spee)
- Antonie Bernardina Huberta Adolfina Ida Maria Theresia (1846–1920, ⚭ Hermann Konstantin Hubert von Bocholtz-Asseburg)
- Maria Hermengilde Sophie Ferdinandine Wilhelmine Huberta (1848–1890, ⚭ Maximilian von Vittinghoff gt. Schell zu Schellenberg)
- Dietrich Heidenreich Bernhard Hubertus (1850–1880)
- Max Felix Heidenreich Bernhard Johann Dietrich Hubertus Anna Maria (1853–1888, Ulanen-Premierleutnant)
- Adolf Heidenreich Bernhard Clemens August Hubertus (1854–1905)
- Huberta Maria Wilhelmine Klementine Rosine Liboria Aloysia (1862–1946) ⚭ Clemens August Maria von Twickel († 1916)

Felix wurde Universalerbe seines Großvaters Johann Franz Joseph von Nesselrode-Reichenstein, da dessen Söhne vor ihm verstarben. Die Erbschaft war an die Bedingung geknüpft, das Wappen der Nesselrode nebst dem Namen anzunehmen. In diesem Zusammenhang erhob der preußische König die Stammlinie der Droste zu Vischering in den Grafenstand. Über Felix’ politisches Wirken gibt die Quellenlage wenig Aufschluss.